# Vilém Goppold von Lobsdorf
Vilém Ladislav Jan Goppold von Lobsdorf (* 25. Mai 1869 in Prag; † 15. Juni 1943 ebenda) war ein böhmisch-tschechoslowakischer Fechter.

## Leben
Vilém Goppold von Lobsdorf nahm an den Olympischen Spielen 1908 in London und den Olympischen Spielen 1912 in Stockholm teil. Mit dem Degen schied er 1908 in der Vorrunde der Einzelkonkurrenz aus, mit der Mannschaft wurde er Fünfter. In den Säbelkonkurrenzen gewann er jeweils Bronze. 1912 belegte er mit der Mannschaft Rang sieben und im Einzel Rang vier. Er war mehrfacher böhmischer Meister mit dem Säbel.
Bei den Spielen 1912 traten auch zwei Söhne Goppolds von Lobsdorf in den Fechtwettbewerben an.